# Centrale hydraulique à tourbillons

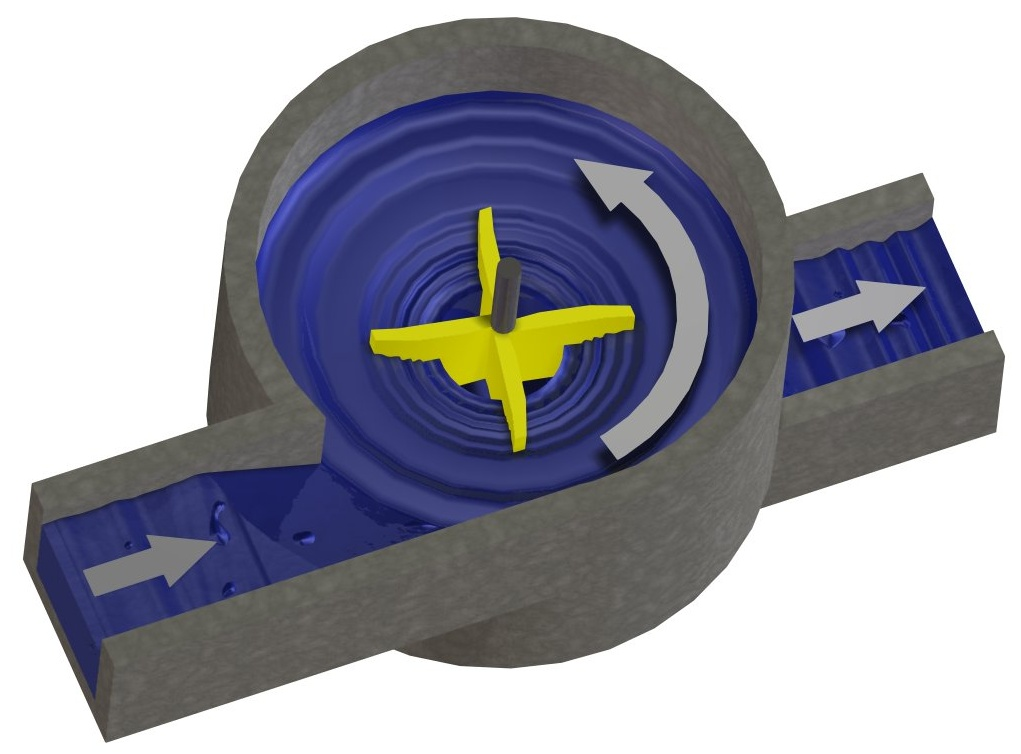
Représentation schématique d'une centrale hydraulique à tourbillons. En jaune, la turbine.

Une centrale hydraulique à tourbillons est une petite centrale hydroélectrique qui est capable de produire de l'énergie avec une faible hauteur de chute (de 0.7 à 3 mètres). 
Cette technologie est basée sur un bassin circulaire avec une évacuation centrale. Cette évacuation forme un vortex stable qui entraîne une turbine hydraulique.
Un des avantages est le fait que la turbine aère l'eau, ce qui améliore la qualité de l'eau.
La vitesse réduite de la turbine, et l'absence de cavitation permet de faire passer les poissons sans danger à travers la turbine, ce qui est difficile à assurer avec les centrales hydrauliques traditionnelles qui nécessitent une échelle à poissons.
Comme la centrale hydraulique à tourbillons permet une aération intensive de l'eau, le réservoir est un milieu idéal pour les plantes aquatiques, les microbes et les poissons.

## Principe de fonctionnement

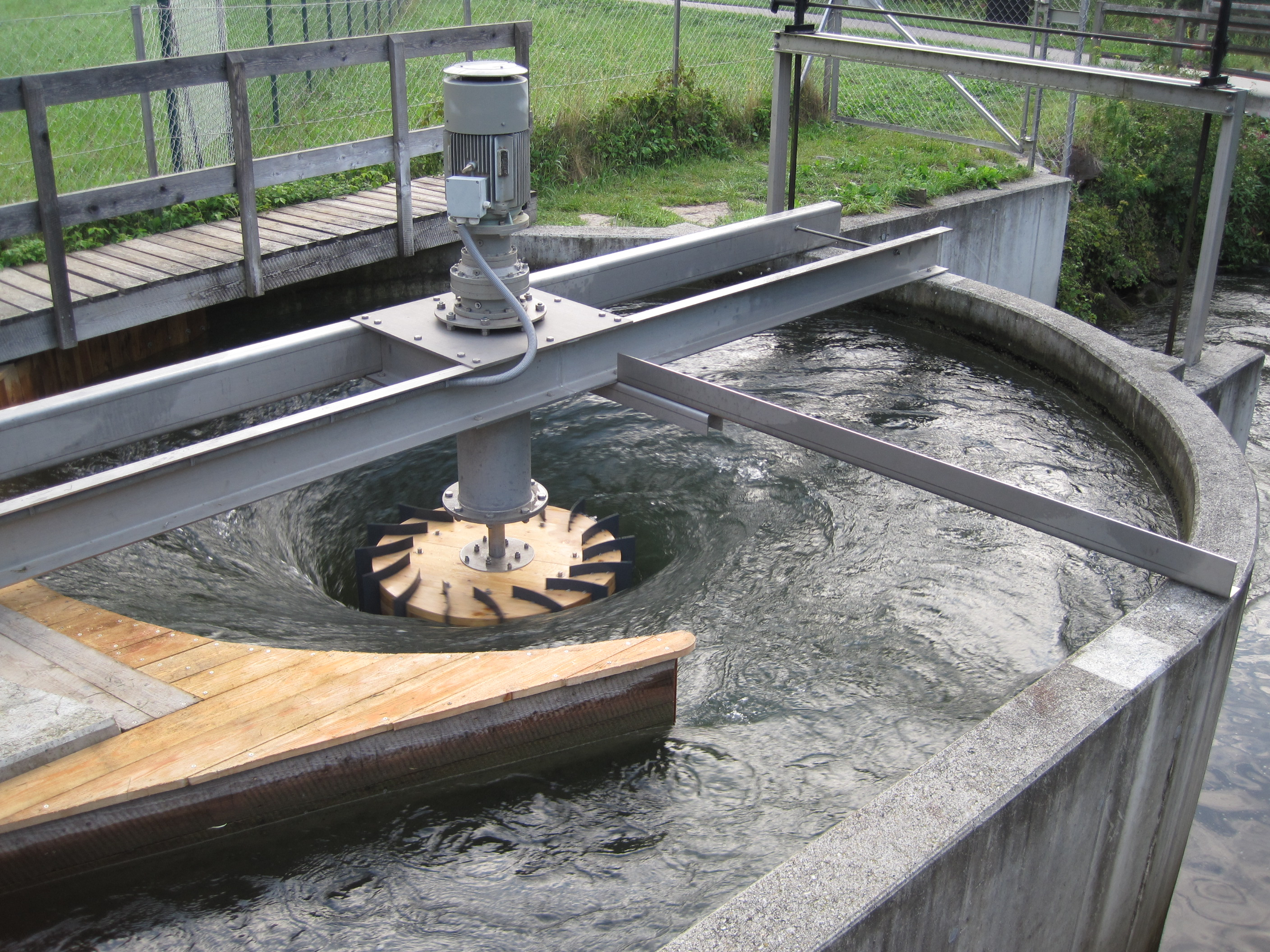
Centrale hydraulique à tourbillons avec une turbine Zotlöterer près de Obergrafendorf

L'eau passe à travers une entrée directe, puis passe tangentiellement dans un bassin rond. L'eau forme un grand tourbillon sur le drain en bas au centre du bassin. Une turbine retire de l'énergie de la rotation du tourbillon, qui est convertie en énergie électrique par un générateur.
Ce type de centrale mis au point en Autriche, au potentiel immense et demandant peu de technique, n'a pas besoin d'une grande pente pour fonctionner. Un canal d'amenée d'eau d'une rivière vers un bassin de rotation circulaire d'un certain diamètre avec un rotor à pales placé au centre du bassin, permet la production de 80 à 130 MWh par an, selon la quantité d'eau et la profondeur du bassin. Le rotor fonctionne par la force du courant et de la pesanteur, entraînant un générateur qui va produire l’électricité.
Une centrale hydraulique à tourbillons peut fonctionner dès une hauteur de chute de 0,7 mètre et une quantité d’eau moyenne de 1 000 litres par seconde.
Une première centrale hydraulique à tourbillons de Suisse a été inaugurée à Schöftland dans le canton d'Argovie en Suisse, le 25 septembre 2010. Cette centrale utilise un bassin de 6,5 mètres de diamètre et un rotor de 1,7 tonne tournant à 20 tours par minute et étant donc sans danger pour la faune des rivières. Elle produit 10  à   15 kW en continu, soit 130 MWh par an, permettant ainsi d'alimenter en électricité environ 25 foyers,.
La société ayant développé et construit le premier modèle de centrale hydraulique à tourbillons a fait faillite en 2010. La centrale de Schöftland a été démantelé en 2019.